# Monilochaetes infuscans
Monilochaetes infuscans är en svampart som beskrevs av Harter 1916. Monilochaetes infuscans ingår i släktet Monilochaetes, divisionen sporsäcksvampar och riket svampar.   Inga underarter finns listade i Catalogue of Life.